# Eunice fimbriata
Eunice fimbriata är en ringmaskart som beskrevs av Grube 1870. Eunice fimbriata ingår i släktet Eunice och familjen Eunicidae. Inga underarter finns listade i Catalogue of Life.